# Roger Souchal
Roger Souchal, né le 5 avril 1927 à Saint-Dié et décédé le 8 juin 2014 au CHU de Nancy,, est un résistant, avocat et homme politique français.

## Biographie
Marié, il a quatre enfants — dont l'un décède à seize ans, le 8 juin 1980, dans un accident de moto — et sept petits-enfants.
Il est membre du Sénat de la Communauté, et conseiller municipal de Nancy de 1959 à 1969.
Plus tard, de 1971 à 1995, il est maire de Soulosse-sous-Saint-Élophe, et, de 1985 à 2001, conseiller général du canton de Coussey.
Le 30 novembre 1958, il est élu député pour la Première circonscription de Meurthe-et-Moselle avec le groupe UNR. Réélu trois fois, il siège à l'Assemblée Nationale jusqu'à sa démission le 19 mai 1970 pour son désaccord au sujet du tracé de l'autoroute A4 trop  favorable à Metz et rentre alors en conflit avec Jean-Jacques Servan-Schreiber qui sera élu à sa place.
En 1973, il se représente en candidat indépendant dans la première circonscription de  Meurthe-et-Moselle , mais sans l'investiture de la majorité présidentielle. Il accède au deuxième tour mais n'est pas élu.
Sous les couleurs du RPR, il est le candidat gaulliste aux élections législatives de 1978 dans la deuxième circonscription des Vosges (Saint-Dié). Devancé par le candidat UDF Lionel Stoléru, il n'accède pas au deuxième tour, qui voit la victoire du socialiste Christian Pierret.
Professionnellement, il plaide sa dernière affaire devant la cour d'assises d'Épinal, concernant des délibérations municipales, prétendument fausses, qu'il aurait prises dans les années 2000.
Il est président de l’amicale de Viombois et du Groupe mobile Alsace Vosges (GMA Vosges).